# Рукола
Ру́кола (до 2013 года нормативным написанием было ру́ккола), гу́сеничник посевно́й, инда́у посевной, или эру́ка посевная (лат. Erúca satíva) — однолетнее травянистое растение рода Индау (Eruca) семейства Капустные (Brassicaceae). Культивируемые формы, принимаемые в качестве самостоятельного вида рода, либо подвида Eruca vesicaria.
|                                                               |
|                                                               |
|                                                               |
| Сверху вниз: Прикорневые листья. Цветок (увеличено). Стручки. |

## Ботаническое описание
Однолетнее растение высотой 30—60 см.
Стебель высотой до 40 см, прямой, ветвистый, слабо опушенный.
Все листья несколько мясистые, рассеянно-волосистые, реже голые, со своеобразным запахом. Нижние листья лировидно-перистораздельные или рассечённые, с зубчатыми долями.
Соцветие — редкая длинная кисть. Цветки бледно-, реже ярко-жёлтые с фиолетовыми жилками. Чашелистики длиной 9—12 мм; лепестки длиной 15—22, обратнояйцевидно-клиновидные, иногда слегка выемчатые.
Плод — стручок, овально-продолговатый или продолговатый, слегка сжатые, на коротких утолщённых ножках, с выпуклыми створками, резкой продольной жилкой длиной 2—3 см; носик 5—10 мм длиной, мечевидный, сжатый. Семена длиной 1,5—3 мм, 1—2,5 мм, светло-бурые или светло-коричневые, расположены в два ряда, сжато-овально-округлые.
Цветёт в мае—июле. Плоды созревают в мае—июне.

## Распространение и экология
В диком виде произрастает на севере Африки, в Южной и Центральной Европе; в Азии встречается от Малой до Средней Азии и Индии. На территории России растёт в европейской части и в предгорьях Кавказа (Дагестан).
В настоящее время выращивается в разных местах, особенно много — в области Венеция (Италия). Рукола прижилась в местах с достаточно суровым по сравнению со средиземноморским климатом, например, в Северной Европе и Северной Америке.
Произрастает на сухой, разрыхлённой земле. Листьями руколы питаются личинки некоторых видов чешуекрылых (бабочек).

## Химический состав
В семенах содержится эфирное масло, которое выделяется после предварительной ферментации (более 1 %). Главной составной частью его является горчичное масло. Семена содержат также 25—34 % полувысыхающего жирного масла, в котором преобладает эруковая кислота (20—44 %, названа по латинскому названию руколы лат. eruca); имеются также линолевая (12—24,9), линоленовая (до 17), олеиновая (до 18 %) и другие кислоты, стероиды (р-ситостерин, компестерин и др.), тиогликозиды. В надземной части растения — алкалоиды (0,07 %), флавоноиды (гликозиды кемпферола, кверцетина, изорамнетина).

## Значение и применение
Выращивается на территории Средиземноморья со времён Римской империи, где она считалась афродизиаком. Также её рекомендовали в качестве обезболивающего средства. Так, подвергавшимся наказанию кнутом советовали принять вино, куда опускали листья растения, что по античным воззрениям позволяло легче перенести боль. Смесь руколы использовалась для избавления от веснушек. По словам шеф-повара Алексиса Сойера: «Какой бы ни была степень доверия к этим двум рецептам, руккола пользовалась у древних популярностью. Они смешивали дикую и садовую рукколу, чтобы умерить жгучесть одной прохладой другой». До 1900-х годов в основном собирали дикорастущую руколу, в массовых масштабах руколу не культивировали, наука практически не изучала её.
Обладает богатым, острым вкусом. В основном используют в салатах, а также как овощную добавку к мясным блюдам и пастам. В прибрежной Словении (особенно в Копере) добавляют также в сырный чебурек. В Италии часто используют при приготовлении пиццы; обычно руколу добавляют в неё незадолго до окончания приготовления либо сразу после этого. Используют также в качестве ингредиента для песто в дополнение к базилику (или заменяя его). На Кавказе едят молодые побеги и листья. Листья употребляют как приправу к кушаньям в виде салата, молодые побеги едят в свежем виде, семена идут на приготовление горчицы.
В индийской медицине семена применяют как раздражающее и противокожнонарывное средство; в народной медицине — при кожных болезнях, сок — при язвах, веснушках, гематомах, мозолях.
Надземная часть растения обладает диуретическим, антибактериальным, лактогенным и улучшающим пищеварение действием.
Медоносное растение. Сельскохозяйственными животными не поедается.

## Таксономия
Рукола входит в род Индау (Eruca) семейства Капустные (Brassicaceae) порядка Капустоцветные (Brassicales), при этом нет единого мнения относительно ранга этого таксона и его правильного названия. Традиционное научное (латинское) название растения — Eruca sativa Mill.
На сайтах EOL, GRIN и ITIS правильным названием считается Eruca vesicaria (L.) Cav. subsp. sativa (P.Mill.) Thell., в базе данных The Plant List — Eruca vesicaria (L.) Cav.